# アイ・ハード・ア・ルーマー (噂)
「アイ・ハード・ア・ルーマー (噂)」(I Heard a Rumour)は、1987年に発売されたバナナラマの楽曲。

## 概要
4枚目のスタジオ・アルバム『WOW!』から1枚目のシングルとして発売され、全米4位のヒット曲となった。
本曲はマイケル・フォーチュナティの「Give Me Up」に触発されて作られたといわれ、歌詞も同曲のアンサーソングのような内容となっている。

## 日本での使用
日本では1987年に『鶴瓶上岡パペポTV』のテーマ曲に使用され、真弓倫子によるカバーも発売された。
2013年にはE-girlsがシングル「クルクル」のカップリング曲として「I Heard A Rumour 〜ウワサWassap!〜」の題で藤林聖子による日本語詞カバーを発表した。

## 収録曲
日本盤 7" シングル
作詞・作曲：サラ・ダリン、シヴォーン・ファーイ、カレン・ウッドワード、マイク・ストック、マット・エイトキン、ピート・ウォーターマン
1. アイ・ハード・ア・ルーマー (噂)
2. クリーン・カット・ボーイ (パーティー・サイズ)